# Aror
Aror (Sindhi : اروهڙ) ou Alor ou Arorkot (Sindhi : اروهڙ ڪوٽ) est le nom médiéval de la ville de Rohri (dans le Sind, Pakistan). Aror était autrefois la capitale du Sind,.